# 데린저

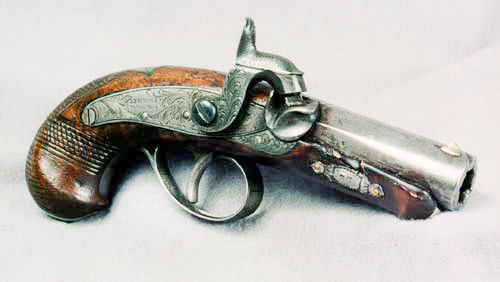
존 윌크스 부스가 에이브러햄 링컨을 암살할 때 쓴 데린저.

데린저(derringer)는 19세기 미국의 권총 제작자 헨리 데링거의 이름을 잘못 표기한 것으로, 헨리 데링거가 개발한 초소형 쌍열 단발 권총을 이르는 말로 보통명사화되었다.

## 설명
데린저는 리볼버도, 반자동 권총도, 기관총도 아닌 소형 권총이다. 나중에 일부 디링거가 페퍼박스 구성으로 제조되었지만 미니 리볼버나 포켓 권총과는 구별한다. 현대식 데린저는 다중 총신을 사용하는 경우가 많으며 일반적으로 총신 뒤에 더 많은 공간을 차지하는 움직이는 동작이 없기 때문에 주어진 구경과 총신 길이에서 사용 가능한 가장 작은 권총이다. 지갑이나 스타킹 속에 쉽게 숨길 수 있기 때문에 남성들이 자주 사용한다.
원래 필라델피아 데린저(Philadelphia Deringer)는 1825년 헨리 데링거(Henry Deringer)가 도입한 총구장전식 캡록 단발 권총이었다. 전체적으로 약 15,000개의 Deringer 권총이 제조되었다. 모두 백액션 충격 잠금 장치가 있는 단일 배럴 권총으로, 일반적으로 소총 구멍과 호두 개머리판이 있는 .41 구경이었다. 배럴 길이는 38~152mm(1.5~6인치)까지 다양했으며 하드웨어는 일반적으로 "독일 실버"로 알려진 구리-니켈 합금이었다.
"derringer"(/ˈdɛrˈndʒər/)라는 용어는 숨겨진 필라델피아 데린저(Philadelphia Deringer)로 발생된 링컨 암살 사건을 보고하는 동안 일반화된 철자가 틀리게 되었다. 원래 필라델피아 데린저 권총의 많은 사본은 전 세계의 다른 총기 제조업체에서 제작되었으며 이름의 철자가 틀린 경우가 많았다. 이 철자 오류는 곧 데린저의 경쟁업체가 발명하고 광고에 사용한 "포켓 피스톨"이라는 일반적인 문구와 함께 모든 소형 권총에 대한 대체 일반 용어가 되었다. 금속 탄약통의 출현과 함께 현대적인 형태로 생산된 권총은 여전히 일반적으로 "데린저"라고 불린다.